# Municipio de York (condado de Medina)
El municipio de York (en inglés: York Township) es un municipio ubicado en el condado de Medina en el estado estadounidense de Ohio. En el año 2010 tenía una población de 3438 habitantes y una densidad poblacional de 65,07 personas por km².

## Geografía
El municipio de York se encuentra ubicado en las coordenadas 41°10′26″N 81°55′54″O / 41.17389, -81.93167. Según la Oficina del Censo de los Estados Unidos, el municipio tiene una superficie total de 52.84 km², de la cual 52,62 km² corresponden a tierra firme y (0,42 %) 0,22 km² es agua.

## Demografía
Según el censo de 2010, había 3438 personas residiendo en el municipio de York. La densidad de población era de 65,07 hab./km². De los 3438 habitantes, el municipio de York estaba compuesto por el 97,5 % blancos, el 0,52 % eran afroamericanos, el 0,32 % eran amerindios, el 0,67 % eran asiáticos, el 0,06 % eran de otras razas y el 0,93 % eran de una mezcla de razas. Del total de la población el 0,7 % eran hispanos o latinos de cualquier raza.